# Zetsu
 (mai 2024).
Zetsu (ゼツ, Zetsu) est un personnage du manga et de l'anime Naruto. Étrange personnage composé de deux personnes dans un même corps, Zetsu est un être végétal agissant dans l'ombre pour consolider la puissance de l'Akatsuki.

## Profil

### Apparence
Créé à partir de deux entités différentes, Zetsu a un visage à moitié blanc et à moitié noir ; sa tête est entourée par deux excroissances évoquant les mâchoires d'une plante carnivore.

Bague de Zetsu.

Zetsu possède l'anneau 亥, Kai, le Sanglier, à l'auriculaire droit.

### Histoire
Zetsu est un être qui a été créé à partir des victimes du Mugen Tsukuyumi. La partie noire, que Madara pensait être la représentation physique de sa volonté, est en réalité une entité liée à Kaguya Ôtsutsuki qu’elle a créé juste avant d’être scellée par ses deux fils Hagoromo et Hamura. Il l’appelle « mère », et a dès lors œuvré pour son retour, faisant notamment céder Indra, le fils aîné du Sage des six chemins à la tentation pour amorcer un conflit séculaire, et modifiant le texte écrit par le Sage sur la stèle des Uchiwa, pour laisser croire que les « Arcanes lunaires infinis » étaient la clé de leur salut, menant Madara à éveiller le Rinnegan et à mettre en place son plan.
À ce Zetsu noir (黒ゼツ, Kuro-Zetsu), surnommé « Langue de vipère » (毒舌, Dokuzetsu), Madara a accolé un Zetsu blanc (白ゼツ, Shiro-Zetsu), surnommé « Moulin à paroles » (饒舌, Jōzetsu), qu’il pensait synthétisé à partir de la Statue du Démon des Enfers et des cellules du premier Hokage Hashirama Senju, mais provenant en fait d’un humain ayant été captif du Shinju et sous l’influence des « Arcanes lunaires infinis » pendant suffisamment longtemps. Kabuto fait allusion à une coopération entre Madara et Orochimaru à propos de sa « création »[réf. nécessaire].
Lors de sa première apparition, Zetsu observe Sasuke Uchiwa et Naruto Uzumaki en train de se battre dans la « Vallée de la Fin ». On le revoit ensuite lorsqu'il doit faire disparaître les deux espions de Sasori (en les mangeant) utilisés pour ralentir les équipes de Konoha. Il accompagne aussi Tobi pour explorer le champ de bataille où Sasori a trouvé la mort afin de ramener son anneau. À cette occasion, il introduit Tobi dans Akatsuki pour remplacer l’ancien compère de Deidara. On le revoit également lors de chaque extraction de démon à queues.
Durant la 4e grande guerre ninja, les Zetsu blancs, tous issus d’humains anciennement prisonniers du Shinju et scellés avec la Statue du Démon des Enfers des siècles plus tôt, constituent la majorité des forces de l'armée de Tobi, soit en tant que tel, soit en imitant la forme et le chakra des ninjas ayant eu un contact physique avec eux.
Le vrai Zetsu, quant à lui, sépare ses deux moitiés l'une de l'autre : la partie blanche reste au repaire d’Akatsuki avec Sasuke qui le tue en s’enfuyant ; la partie noire, elle, est censée capturer les seigneurs féodaux des pays pour en faire des otages. Il affronte la division de la Mizukage comprenant Genma et Raidô notamment ; il est coupé en deux par Chôjurô, mais parvient à s'enfuir par le sol.
Par la suite, le Zetsu noir prend le contrôle du corps d'Obito pour que ce dernier ressuscite totalement Madara ; il garde le contrôle d'Obito assez longtemps pour que Madara récupère le Rinnegan implanté dans son œil gauche, puis il soutient Madara jusqu'à ce que les « Arcanes lunaires infinis » soient activés. Une fois cela accompli, il trahit Madara et utilise son corps d’hôte de Jûbi pour accomplir sa véritable mission, ressusciter Kaguya Ôtsutsuki.
Ayant fusionné avec sa créatrice, se dissimulant dans la manche gauche de son vêtement, il explique comment il a été créé et a agi durant un millénaire pour provoquer le retour de Kaguya. Il est séparé de cette dernière lorsqu’elle perd son bras gauche sectionné par Naruto, et ne peut empêcher la défaite de Kaguya face à l’équipe no 7. Une fois scellée, Kaguya perd ses forces, reprenant la forme de la statue du Démon des enfers. Espérant ne pas se faire remarquer pour planifier à nouveau le retour de Kaguya, le Zetsu noir se fait discret, mais Naruto le remarque et l’envoie rejoindre le corps de Kaguya dans la nouvelle sphère de matière issue de la « Naissance de l'Astre Divin » créée pour la confiner. De leur côté, les Zetsu blancs sont détruits une fois les « Arcanes lunaires infinis » désactivés.

### Personnalité
Zetsu a tendance à agir seul ; totalement dévoué à Tobi en apparence, il a un rôle d'espion au sein de l'organisation, et ses missions consistent à surveiller ce qui se passe (combats…) et à en faire des rapports. Il semble avoir deux personnalités, ou être deux personnes dans un même corps, puisqu'il s'exprime avec deux voix différentes. Dans le manga original, sa partie noire s'exprime en katakana alors que la partie blanche s'exprime de façon normale en kana (Kanji + hiragana). Dans la version française, ses deux personnalités s'expriment avec une police différente pour chacune d'elles.
On l'a également vu faire preuve de nécrophagie (il dispose des corps en les mangeant lors d'une de ses apparitions).
Zetsu semble avoir vécu dans la solitude. En effet, lorsqu'il va prendre en charge Yugito, il répond à Hidan qui lui reproche, comme à Kakuzu, de ne pas savoir prier « Dans la détresse, on est toujours seul. On ne peut croire qu'en soi. ». Son hypothétique solitude explique peut-être son dédoublement de personnalité.
Bien qu'il possède des techniques de combat, il se cantonne souvent à un rôle d’observateur… Tobi considère d'ailleurs que « le combat n'est pas son point fort » (il ne s’adresse toutefois à ce moment-là qu'à sa partie blanche), et que Kyûbi serait « une proie trop grosse pour lui ». Il est cependant assigné lors de la 4e grande guerre ninja à une mission de capture des seigneurs féodaux, durant laquelle il affronte leur équipe de protection rapprochée menée par la Mizukage.
Les clones qui composent l'armée des Zetsu blancs ont à peu près la même personnalité que le premier Zetsu blanc (Jôzetsu), qu'ils considèrent comme leur « original ». Ils sont extrêmement agressifs et éprouvent des pulsions meurtrières envers leurs adversaires, mais ils sont aussi rusés, usant de stratagèmes lorsqu’ils ont pris l’apparence de ninjas de l’Alliance pour approcher les ninjas médecins et les tuer.

### Capacités
Zetsu possède la capacité de se fondre dans le paysage en « fusionnant » avec lui et peut voyager de cette façon. Il peut émerger de n'importe quel endroit, que ce soit du sol ou d'un élément, comme un arbre. Ce pouvoir lui permet de jouer le rôle d'espion pour le compte d'Akatsuki. Zetsu semble indécelable lorsqu'il émerge d'une paroi. En effet, lors du combat Itachi/Sasuke, aucun des deux frères, bien que dotés chacun d'un sharingan, ne semble remarquer sa présence, alors qu'il sort clairement la tête du plafond au-dessus d'eux.
Il est également nécrophage, n'hésitant pas à dévorer les cadavres des subordonnés de Sasori, et peut donc être utilisé comme un « nettoyeur » servant à effacer les traces de l'organisation. Il est probable qu'il y ait un lien entre cette caractéristique et la « plante carnivore » qui entoure sa tête, cette extension verte dans laquelle il peut se cacher entièrement lorsqu'il la referme sur elle-même (comme des dents).
Zetsu possède la faculté de se scinder en deux (au niveau de la séparation de ses deux faces). Cependant, les deux parties de Zetsu restent telles quelles (seule une jambe repousse).
Le Zetsu blanc est capable de produire une multitude de clones de lui-même. Après avoir touché une personne, la partie blanche de Zetsu est capable de faire un clone indécelable de cette personne, imitant même son chakra. Les clones du Zetsu blanc créés à partir de chakra peuvent perdurer aussi longtemps que nécessaire. Ainsi, grâce au chakra des démons à queues, Tobi est parvenu à créer cent mille clones dédiés au combat pour la guerre qu’il a déclarée aux cinq grandes nations. Un grand nombre d’entre eux se sont infiltrés en prenant l’apparence de ninjas de l’Alliance pour causer des pertes, assassiner les ninjas-médecins et miner la confiance et le moral des troupes ; confronté à ce problème, la seule solution trouvée par Shikaku est de faire sortir Naruto de son confinement pour utiliser le pouvoir de détection des émotions négatives nouvellement acquis après sa victoire sur Kyûbi.
Créé à partir des cellules du 1er Hokage, le Zetsu blanc est également capable d’utiliser le mokuton, cependant, comme pour Yamato, ses possibilités sont limitées, et loin de celles de Hashirama Senju lui-même, ou de Madara Uchiwa. Lorsque les Zetsu blancs composant l'armée de Madara sont vaincus par Naruto dans son mode Kyûbi, leurs corps réagissent en prenant la forme d'un arbre, qui pousse rapidement.

## Techniques
- Technique des spores (胞子の術, Hōshi no Jutsu?)[8]
La partie blanche de Zetsu peut libérer des spores qui vont se coller aux personnes présentes où elles vont se développer en absorbant le chakra de ces mêmes personnes (telle une plante parasite). Elle peut ainsi créer un clone par personne touchée tout en entravant cette dernière.
Ces spores ne possèdent pas de chakra, et sont donc indécelables jusqu'au moment où la technique est activée.
Après avoir exécuté la « Technique des spores », un des clones de la partie blanche de Zetsu peut quitter son hôte pour en atteindre un autre et lui transmettre le chakra prélevé.
- Clone Parasite (寄生分身, Kisei Bunshin?)[8]
La partie blanche de Zetsu peut se cloner. Ces clones sont en tous points identiques au Zetsu blanc : ils ont la même puissance et les mêmes aptitudes.
Étant des créatures biologiques, les clones parasites ne disparaissent pas au premier coup reçu, comme la majorité des clones. Il est nécessaire de les neutraliser comme une personne ordinaire.
- Technique de Substitution (成りかわりの術, Narikawari no Jutsu?)[8]
La partie blanche de Zetsu (ainsi que ses clones) peut copier n'importe quelle personne en la touchant.
L'apparence, le chakra et les techniques sont parfaitement copiés, permettant au Zetsu transformé de se substituer à la personne copiée, ou d'infiltrer un camp ennemi.
Cependant, bien que le chakra et les techniques soient reproduits par le Zetsu, leur puissance est limitée à celle de Zetsu lui-même.

### Tomes de Naruto
- Masashi Kishimoto (trad. Sébastien Bigini), Naruto tome 35 : Un nouveau duo !!, Kana, coll. « Shonen Kana / Naruto », 4 avril 2008, 208 p., Tankōbon / 115x175mm (ISBN 978-2-5050-0296-3, présentation en ligne)
- Masashi Kishimoto (trad. Sébastien Bigini), Naruto tome 49 : Le Conseil des Cinq Kage… !!, Kana, coll. « Shonen Kana / Naruto », 2 juillet 2010, 192 p., Tankōbon / 115x175mm (ISBN 978-2-5050-0871-2, présentation en ligne)
- Masashi Kishimoto (trad. Sébastien Bigini), Naruto tome 50 : Duel à mort dans la prison aqueuse !!, Kana, coll. « Shonen Kana / Naruto », 3 septembre 2010, 192 p., Tankōbon / 115x175mm (ISBN 978-2-5050-0956-6, présentation en ligne)
- (ja) Masashi Kishimoto, NARUTO - 52 (NARUTO―ナルト―　　52?) : Sorezore no Dainanahan!! (それぞれの第七班！！?), Shūeisha, coll. « Jump Comics (ジャンプコミックス, Janpu Comikkusu?) / Naruto »,‎ 4 août 2010, 208 p., shinsho (新書, shinsho?) / Tankōbon / 175x115mm (ISBN 978-4-08-870084-7, présentation en ligne)